# Dibuix de Sant Joan Baptista
El Dibuix de Sant Joan Baptista és un dels pocs dibuixos conservats d'El Greco, l'autoria del qual és indiscutida. Els dibuixos d'El Greco no están numerats en el catàleg raonat del seu especialista Harold Wethey.

## Temàtica de l'obra
Aquest dibuix probablement van formar part d'una composició molt més gran, de tot el retaule encarregat per Diego de Castilla per a Santo Domingo el Antiguo, a Toledo. Aquesta composició hauria servit com a "peça de contracte" que el Greco hauria presentat i discutit amb Diego de Castilla, l'estricta supervisió del qual va ser imposada a les idees artístiques d'El Greco. Això es reflecteix en el memoràndum adjunt al contracte original de Santo Domingo, el qual es va adjuntar probablement els dibuixos, destacant que Diego de Castilla tenia la completa autoritat per acceptar, rebutjar o ordenar les alteracions en els quadres acabats. "Si alguna d'aquestes pintures no són satisfactòries en part o en la seva totalitat, el dit Dominico està obligat a corregir-los, o refer-los, de manera que l'obra sigui perfecta i acceptable per Don Diego, a l'opinió del qual es sotmetrà Dominico..."

## Anàlisi de l'obra
No està signat; Inscripció anónima, probablement del segle xvii, que posa: Greco.
Tinta marró, i aiguada marró i gris sobre traces de carbonet amb reflexos blancs sobre paper; 136 x 44 mm.; Foundation Jan Krugier. Lausana; Suïssa.
Sant Joan Baptista és representat dret, amb el rostre en profil perdu. El modelat en clarobscur està realitzat mitjançant un hàbil ús del raspallat i l'aiguada, i delicats reflexos realçats en blanc. L'allargament i la primor del cos de Baptista recorda figures en dibuixos de Parmigianino, que El Greco va poder veure a Parma o a la col·lecció de Michael Damaskinos, un company cretenc que posseïa una col·lecció de dibuixos de Parmigianino que va vendre al escultor Alessandro Vittoria.

## Procedència
- Sir William Stirling-Maxwell Collection (adquirit abans de l'any 1877)
- Lt.-Col. William Stirling of Keir Collection (per descendència)
- Venda, Sotheby’s, Londres, Octubre 21, 1963, no. 12
- Col·lecció privada, Gran Bretanya
- Venda, Bonhams, Londres, Desembre 9, 2002, no. 101
- Col·lecció Jan Krugier, Monaco, JK 6104
- Jan Krugier Foundation[5]